# Susana Reboreda
Susana Reboreda (Vigo, 12 de noviembre de 1962) Profesora Titular de Historia Antigua en la Universidad de Vigo (campus de Orense). Historiadora especializada en mitología griega y las mujeres en la antigüedad griega.

## Trayectoria profesional
Licenciada en Geografía e Historia con las especialidades de Historia Antigua y Prehistoria y Arqueología, por la Universidad de Santiago de Compostela (1986), se doctoró en la misma universidad en 1993 con la tesis doctoral titulada "Odiseo, el héroe y el arco. Análisis del canto XXI de la Odisea", dirigida por José Carlos Bermejo Barrera, lo que le valió el Premio Extraordinario de Doctorado. 
Como docente imparte materias de Historia Antigua en Licenciatura, Grado y Máster. Entre ellos el máster unteruniversitario (USC y UVigo): “Iconografía y mitología clásicas” y en el curso virtual de CEPOAT de la Universidad de Murcia: “Las mujeres en la antigüedad griega: las diosas y las humanas”.
Es la investigadora principal del Grupo de Estudios de Arqueoloxía, Antigüidade e Territorio (GEAAT) y colaboradora del grupo Démeter. En la actualidad participa en los proyectos de investigación I+D+I "Maternidades y familias. Pervivencias, cambios y rupturas en la historia. Entre las sociedades antigua y contemporánea" (Ministerio de Economía y Competitividad) dirigido por Rosa María Cid de la Universidad de Oviedo y en el Proyecto Europeo H2020 denominado “CrossCult Empowering reuse of digital cultural heritage in context-aware crosscuts of European History” formando parte del grupo de la UVigo dirigido por Martín López Nores.